# Menipea crassa
Menipea crassa är en mossdjursart som först beskrevs av Ferdinand Canu och Ray Smith Bassler 1929.  Menipea crassa ingår i släktet Menipea och familjen Candidae. Inga underarter finns listade i Catalogue of Life.